# Sheldon Riley
Sheldon Riley Hernandez også kendt som hans knusternavn Sheldon Riely (født 14. Marts 1999) er en australisk sanger. Han har repræsenteret Australien ved Eurovision Song Contest 2022 i Torino med sangen "Not the Sane" og kom på en 15. plads i finalen.
Sheldon Riley blev først tv-kendt da han i 2018 deltog i sæson 7 af det australske udgave af the Voice, hvor han kom på en 3. plads i finalen.
Han deltog i The Voice Australien igen året efter i 2019, som en all star-deltager, men han nåede kun til semifinalen. I 2020 deltog han i sæson 15 af America's Got Talent og nåede til den 3 kvartfinale.

## Personligt liv
Riley er homoseksuel. Han blev diagnosticeret med autisme i en alder af seks.